# Houston Acres
Houston Acres – miasto w Stanach Zjednoczonych, w stanie Kentucky, w hrabstwie Jefferson.